# NGC 6491
NGC 6491 (również NGC 6493A, PGC 60949 lub UGC 11008) – galaktyka spiralna (Sab), znajdująca się w gwiazdozbiorze Smoka. Odkrył ją Lewis A. Swift 13 czerwca 1885 roku.